# Karen Autio
Karen Autio es una escritora canadiense-finesa de ficción infantil. Ha escrito una trilogía de novela histórica sobre una chica inmigrante joven Saara Mäki y sus aventuras en el Canadá de los 1910s.
Karen nació en Fort William, Ontario y creció en el área, hoy llamado Thunder Bay. Vive actualmente en Kelowna, Columbia Británica. Estudió matemática e informática en la Universidad de Waterloo y trabajó como desarrolladora de software antes de empezar su carrera de escritura.
Su primera novela, Segundo Reloj (Sonoris Prensa 2005), se ambienta alrededor del naufragio del RMS Emperatriz de Irlanda en 1914. Young Saara es uno de los pocos niños supervivientes en el desastre que tomó más de 1,000 vidas. En la secuela, Saara's Paasage (2008), Saara cuida de su madre quién está tratada por tuberculosis. En Sabotaje (2013), Saara y su hermano más joven Jussi crecen en Arthur Portuario, Ontario, durante la Primera Guerra Mundial.

## Trabajos
- Segundo Reloj (2005), ISBN 1-55039-151-8
- Saara Paso (2008), ISBN 978-1-55039-168-8
- Sabotaje (2013), ISBN 978-1-55039-208-1
- Kah-Lan La Nutria de Mar Aventurera (2015), ISBN 978-1-55039-208-1